# Aeschynanthus roseoflorus
Aeschynanthus roseoflorus är en tvåhjärtbladig växtart som beskrevs av Mendum. Aeschynanthus roseoflorus ingår i släktet Aeschynanthus och familjen Gesneriaceae. Inga underarter finns listade i Catalogue of Life.